# بزرگ کردن آلت مردانه

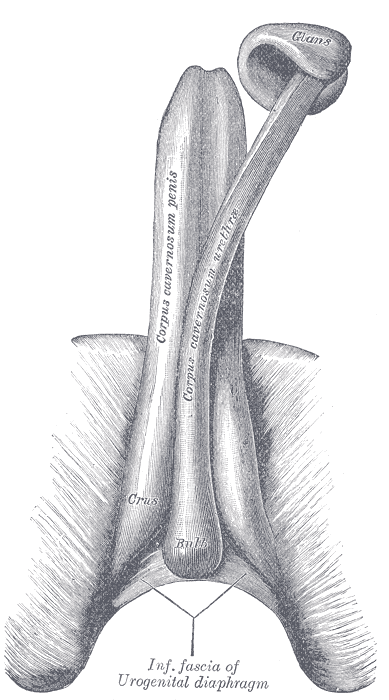
روش‌های بزرگ کردن آلت تناسلی به منظور افزایش اندازهٔ سیلندرهای آلت یا تحریک کلاله جریان خون برای افزایش سفتی آن طراحی شده‌اند.

بزرگ کردن آلت تناسلی مردانه به مجموعه روش‌هایی اشاره دارد که برای افزایش قطر و طول، یا سفت‌شوندگی (نعوظ)، آلت مردانه انجام می‌گیرند.  
دامنهٔ شیوه‌های موجود از ورزش‌های دستی تا دستگاه‌های کشنده و آویزان کردن وزنه و جراحی را دربرمی‌گیرد. این شیوه‌ها با گزارش‌هایی متفاوت از موفقیت و شکست در سراسر جهان همراه بوده‌اند. بااین‌که مضر بودن برخی روش‌ها کاملاً بر همگان آشکار شده‌است، اما باقی روش‌ها می‌توانند تا حدودی نتیجه‌بخش باشند. اغلب در تبلیغ محصولات تقلبی، تفاوت میان تغییر اندازهٔ موقتی، نعوظ و تغییر اندازهٔ دائمی تعمداً خَلط می‌شود.
تحقیقات علمیِ قانونیِ اندکی به‌طور اختصاصی بر روی موضوع افزایش حجم بدون جراحی صورت گرفته‌است. وجود ادعاهای قابل توجه و افزایش حجم دائمی به‌طور کلی در حد ادعاست و هیچ‌کدام از طریق تحقیق علمی تأیید نشده‌اند و می‌توانند مبتنی بر مصالح و هیجانات منبع ادعا باشند. در حال حاضر، هیچ روشی که از طریق آن بتوان بدون جراحی، به‌طور دائمی ضخامت یا طول آلت طبیعی را افزایش داد وجود ندارد. برخی تحقیقاتِ کلی راجع به ایمنی و اثربخشی (یا عدم اثربخشیِ) مواد داروییِ مختلف یا مقدمات شبه‌دارویی انجام شده‌اند، اما تاکنون هیچ ماده‌ای که موجب پدیدار شدن جریان داروییِ اصلی برای اتخاذ هریک از آن‌ها بشود به‌دست نیامده‌است.

## جراحی

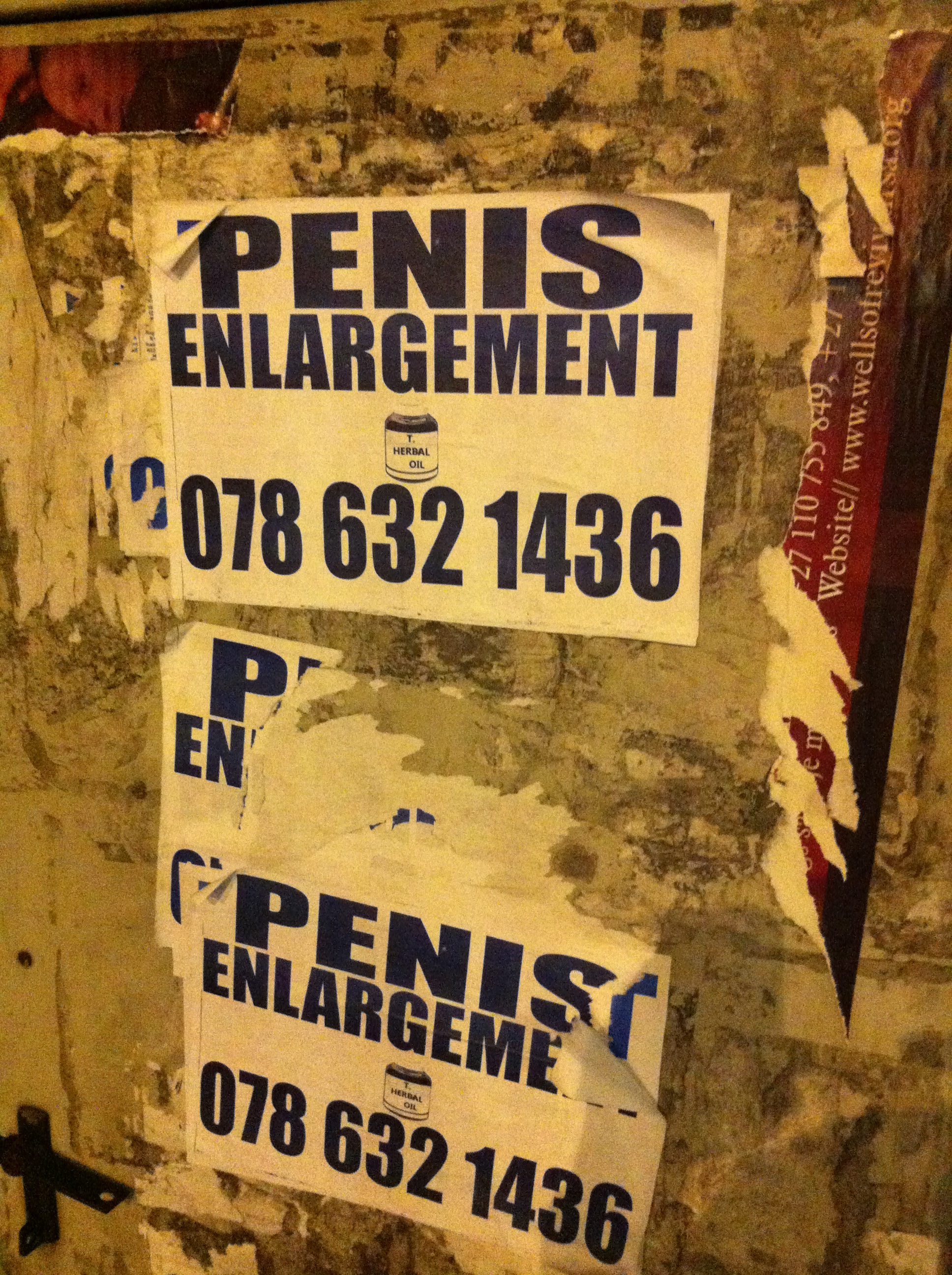
وجود تبلیغاتی نظیر این در اماکن عمومیِ آفریقای جنوبی متداول است.

چندین جراحی وجود دارد که همگی خطر عوارض مهمی را با خود دارند.
دومین مشاورهٔ بین‌المللی در مورد اختلالات جنسی به این نتیجه رسیده‌است که:
اکثر مردان، زمانی که در مورد نتیجه و خطرات عوارض احتمالیِ جراحی به‌درستی مطلع می‌شوند، تمایلی به انجام آن نشان نمی‌دهند.
انجام عمل‌های جراحی به وسیلهٔ جراحان فاقد مجوز ممکن است به عوارض جدی منجر شود.

## قرص‌ها و مکمل‌ها
شامل قرص‌ها، مکمل‌ها و پمادهایی است که به‌وفور در سطح اینترنت معرفی و ارائه می‌شوند. این در حالی است که برخی از این محصولات حاوی مواد مضر هستند و بسیاری از جهت ایمنی و عوارض جانبی آزمایش نشده‌اند و مؤثر بودن هیچ‌کدام از این محصولات اثبات نشده‌است.

## روش‌های فیزیکی
شامل انواعی از روش‌های فیزیوتراپی است که به منظور افزایش حجم آلت مردی انجام می‌شوند؛ اما تا به امروز، اثربخشی هیچ‌کدام به‌طور علمی ثابت نشده‌است. به‌طور کلی، این روش‌ها با کش آوردن، کشیدن با استفاده از وزنه‌های کوچک، یا افزایش جریان خون/فشار خون در آلت سروکار دارند. هم‌پوشانی قابل توجهی میان روش‌های طراحی‌شده برای افزایش اندازهٔ آلت و روش‌های طراحی‌شده برای کسب دیگر اهداف مرتبط نظیر بازگردانی توانایی جنسی، افزایش مدت نعوظ، یا بهبود اوج لذت جنسی وجود دارد.

## پمپ آلت
پمپ آلت استوانه‌ای است که بر روی آلت مردی نصب می‌شود، همراه با یک پمپ دستی یا موتوری برای ایجاد یک خلأ نسبی در اطراف آلت به منظور مکش برای کشیدن خون به داخل آلت. طرح‌های مختلفی از پمپ‌های آلت به وسیلهٔ کارخانه‌های سازندهٔ پمپ آلت تناسلی ارائه شده‌است. هنگامی که فضای خلأ افزایش می‌یابد، فشار داخل رگ‌های خونیِ آلت نیز افزایش پیدا می‌کند؛ خلأ بیش از اندازه موجب آسیب‌های عروقی می‌شود. پمپ‌های آلت ممکن است برای غلبهٔ موقت بر اختلال نعوظ مورد استفاده قرار گیرد؛ اما علاجی صورت نمی‌گیرد: یک حلقه همانند شریان‌بند باید برای حفظ خونِ محصورشده در آلت به کار رود؛ در غیر این صورت، نعوظ فوراً فروکش می‌کند. پمپ‌ها، حتی اگر آسیب عصبی یا عروقی مانع از نعوظ طبیعی باشد، ممکن است اثربخش باشند؛ اما استفادهٔ طولانی‌مدت و بیش از اندازه (ساعت‌ها) منجر به آسیب‌های دائمی خواهد شد، به طوری که پمپاژ افراطی می‌تواند موجب ترکیدن رگ‌های خونی و پدید آمدن حالت تاول‌مانند بشود.
در ایالات متحده آمریکا، پمپ‌های آلت می‌توانند با مراقبت‌های پزشکی پوشش داده شوند؛ اگر ضرورت پزشکی وجود داشته باشد. پمپ‌ها در درمان موفقیت‌آمیز مردان مبتلا به بیماری پیرونی، که موجب کوتاهی غیرمعمول و انحراف آلت تناسلی می‌شود، مورد استفاده قرار گرفت. مطالعه‌ای بر روی ۳۱ بیمار که به وسیلهٔ دپارتمان اورولوژی در بیمارستان سنت پیتر و انستیتو اورولوژی در لندن انجام شد، به این نتیجه رسید که به لحاظ بالینی و آماری، بهبود قابل توجهی در طول آلت، زاویهٔ انحنا، و درد پس از ۱۲ هفته استفاده از پمپ خلأ ایجاد شد. در این مطالعه، افراد موردمطالعهٔ دارای پیرونی دو جلسهٔ ده‌دقیقه‌ای در هر روز به مدت دوازده هفته از پمپ استفاده کردند. در تقریباً یک‌سوم افراد تحت مطالعه، به‌طور میانگین ۰٫۵ سانتی‌متر (۰٫۲۰ اینچ) افزایش طول آلت مشاهده شد. این افزایش اندازه در این مطالعه یک عارضهٔ جانبیِ غیرمنتظره بود و نه یکی از اهداف درنظرگرفته‌شده برای آن۰

## اکستندر
دستگاه اکستندر مگنت‌دار یا کِشندهٔ آلت وسیله‌ای است که بر اساس کشش عمل می‌کند. این وسیله متشکل از یک حلقهٔ پلاستیکی است که به دو میلهٔ دینامیکی متصل است. در بالای این دو میله یک ساپورت پلاستیکی همراه نوار سیلیکونی تعبیه شده‌است. نوار سیلیکونی، گلانس آلت (کلاهک آلت) را در قسمت خاص خود نگه می‌دارد. دستگاه اکستندر یک نیروی تدریجی و مداوم حدود ۶۰۰ تا ۱۵۰۰ گرم بر سانتی‌متر مربع را به مقطع آلت وارد می‌کند، که این نیروی کشش باعث تحریک در جهت تطابق و رشد لیگامان‌های نگهدارنده و corpus cavernosum و بقیهٔ بافت‌های آلت می‌شود.

## با گیره نگه داشتن
با گیره نگه داشتن یک روش پرمخاطره و خطرناک است. هدفِ با گیره نگه داشتن، افزایش اندازهٔ آلت با استفاده از یک وسیلهٔ تنگ‌شونده نظیر بند کفش، گیرهٔ کابل، یا حلقهٔ آلت به منظور جلوگیری از برگشتِ خون از آلت است. دستگاه محکم در قسمت پایهٔ آلتِ نعوظ‌کرده بسته می‌شود؛ و فرد مشغول کنترل ارگاسم (دیرانزالی) می‌شود. حلقهٔ آلت فلزی خطرناک است، چراکه خون محبوس‌شده در آلت می‌تواند برداشتن حلقه را بدون مداخلهٔ اورژانسی نظیر قطع عضو یا اره کردن حلقه ناممکن کند. نگه داشتن با گیره می‌تواند منجر به آسیب دائمی به آلت تناسلی شود.

## جلکینگ
جلکینگ یک روش فیزیوتراپی است. هدف این روش، افزایش طول آلت به‌طور طبیعی از طریق افزایش فشار و جریان خون در آلت است. این روش با لمس مکرر آلت طی یک حرکت فشاری از پایهٔ آلت به سمت کلاهک آن انجام می‌شود؛ دستگاه‌هایی هم برای کسب همین تأثیر تولید شده‌اند. از این حرکت ممکن است به‌عنوان «شیردوشی» هم تعبیر شود.
بر اساس مقاله‌ای از مجلهٔ BJUI، این روش منشأ عربی دارد، و واژه‌ای عربی در ارتباط با شیردوشی گاهی اوقات به‌عنوان ریشهٔ لغویِ آن ادعا می‌شود؛ هرچند این نکته قابل مناقشه است و ریشهٔ واقعی این اصطلاح نامشخص باقی می‌مانَد.
بااین‌که ماجراهای بسیاری مدعی موفقیت این روش از طرف طرفداران آن مطرح می‌شود، هیچ مدرک پزشکی‌ای دال بر اثربخشی آن وجود ندارد. علاوه بر این، کریستوفر ونجک، روزنامه‌نگار حوزهٔ پزشکی، گفته‌است که «این ادعا که این روش حفره‌های آلت را که با خون پُر می‌شوند، وادار به نعوظ بیشتر کند… به لحاظ بیولوژیکی معقول به نظر نمی‌رسد». به‌طور مشابه، سو جوهانسون توضیح می‌دهد که جلکینگ نمی‌تواند آلت را بزرگ کند؛ هرچند بعید به نظر می‌رسد که هیچ آسیب جدی‌ای ایجاد کند.
اگرچه این روش از بسیاری از دیگر روش‌های رادیکال‌تر برای افزایش طول آلت تناسلی ایمن‌تر قلمداد شده‌است، اما در صورت انجام ناصحیح، به‌طور بالقوه می‌تواند منتج به جراحت رگ‌های خونی، تشکیل زخم، درد، انحراف، و حساسیت‌زدایی از آلت تناسلی شود.

## جامعه و فرهنگ
در ویتنام، بسیاری از مردان ویتنامی اقدام به افزایش طول آلت تناسلیِ خود با تزریق سیلیکون مایع به آلتشان می‌کنند، و متعاقباً از عوارضی نظیر عفونت، بافت‌مردگی، تومور، ورم، و دیگر بدشکلی‌ها و از دست دادن توانایی آمیزش رنج می‌برند و بایستی در بیمارستان بستری شوند.